# Siège d'Arai
Pour les articles homonymes, voir Arai (homonymie).
Le siège d'Arai est une des premières étapes entreprises par Hōjō Sōun pour devenir l'un des seigneurs de guerre les plus puissants de la période Sengoku du Japon. Après avoir attaqué Kamakura en 1512, Hōjō se dirige vers le château d'Arai situé sur une petite péninsule au sud, alors contrôlé par Miura Yoshiatsu.
Yoshimoto, le fils de Miura, comprenant que la défaite est inévitable, se coupe lui-même la tête.

## Source de la traduction
- (en) Cet article est partiellement ou en totalité issu de l’article de Wikipédia en anglais intitulé « Siege of Arai » (voir la liste des auteurs).